# Domptin
Domptin és un municipi francès situat al departament de l'Aisne i a la regió dels Alts de França. L'any 2007 tenia 632 habitants.

## Demografia

### Població
El 2007 la població de fet de Domptin era de 632 persones. Hi havia 227 famílies de les quals 47 eren unipersonals (27 homes vivint sols i 20 dones vivint soles), 55 parelles sense fills, 102 parelles amb fills i 23 famílies monoparentals amb fills.
La població ha evolucionat segons el següent gràfic:
Habitants censats

### Habitatges
El 2007 hi havia 272 habitatges, 229 eren l'habitatge principal de la família, 30 eren segones residències i 13 estaven desocupats. 262 eren cases i 8 eren apartaments. Dels 229 habitatges principals, 199 estaven ocupats pels seus propietaris, 23 estaven llogats i ocupats pels llogaters i 7 estaven cedits a títol gratuït; 2 tenien una cambra, 8 en tenien dues, 38 en tenien tres, 61 en tenien quatre i 120 en tenien cinc o més. 189 habitatges disposaven pel capbaix d'una plaça de pàrquing. A 89 habitatges hi havia un automòbil i a 126 n'hi havia dos o més.

### Piràmide de població
La piràmide de població per edats i sexe el 2009 era:
| Homes | Edats   | Dones |
| ----- | ------- | ----- |
| 0     | 95 o +  | 0     |
| 0     | 90 a 94 | 0     |
| 0     | 85 a 89 | 4     |
| 4     | 80 a 84 | 0     |
| 12    | 75 a 79 | 12    |
| 12    | 70 a 74 | 12    |
| 8     | 65 a 69 | 8     |
| 4     | 60 a 64 | 8     |
| 24    | 55 a 59 | 12    |
| 12    | 50 a 54 | 12    |
| 20    | 45 a 49 | 20    |
| 24    | 40 a 44 | 24    |
| 36    | 35 a 39 | 32    |
| 12    | 30 a 34 | 20    |
| 12    | 25 a 29 | 16    |
| 4     | 20 a 24 | 0     |
| 20    | 15 a 19 | 36    |
| 24    | 10 a 14 | 28    |
| 28    | 5 a 9   | 16    |
| 32    | 0 a 4   | 16    |

## Economia
El 2007 la població en edat de treballar era de 403 persones, 318 eren actives i 85 eren inactives. De les 318 persones actives 298 estaven ocupades (157 homes i 141 dones) i 21 estaven aturades (9 homes i 12 dones). De les 85 persones inactives 28 estaven jubilades, 31 estaven estudiant i 26 estaven classificades com a «altres inactius».

### Ingressos
El 2009 a Domptin hi havia 236 unitats fiscals que integraven 674,5 persones, la mediana anual d'ingressos fiscals per persona era de 18.375 €.

### Activitats econòmiques
Dels 21 establiments que hi havia el 2007, 2 eren d'empreses alimentàries, 2 d'empreses de fabricació d'altres productes industrials, 2 d'empreses de construcció, 6 d'empreses de comerç i reparació d'automòbils, 1 d'una empresa de transport, 1 d'una empresa d'hostatgeria i restauració, 2 d'empreses d'informació i comunicació, 2 d'empreses immobiliàries, 2 d'empreses de serveis i 1 d'una empresa classificada com a «altres activitats de serveis».
Dels 9 establiments de servei als particulars que hi havia el 2009, 4 eren tallers de reparació d'automòbils i de material agrícola, 1 lampisteria, 1 perruqueria, 1 restaurant i 2 agències immobiliàries.
L'únic establiment comercial que hi havia el 2009 era una botiga d'electrodomèstics.
L'any 2000 a Domptin hi havia 19 explotacions agrícoles que ocupaven un total de 140 hectàrees.

## Equipaments sanitaris i escolars
El 2009 hi havia una escola elemental.

## Poblacions més properes
El següent diagrama mostra les poblacions més properes.